# Diecéze stockholmská
Diecéze stockholmská (latinsky Dioecesis Holmiensis, švédsky Stockholms katolska stift) je jediná římskokatolická diecéze ve Švédsku od dob reformace. Ve Stockholmu se nachází katolická katedrála svatého Erika. Bývalé katedrály v Linköping, Lundu, Skara, Strängnäs, Uppsale, Västerås a Växjö jsou nyní majetkem protestantské švédské církve. Diecéze má celkem 44 farností a tzv. misie v národních jazycích cizinců, kteří v zemi pobývají.